# جاك تراميول
جاك تراميول (بالإنجليزية: Jack Tramiel) ، من مواليد 13 ديسمبر 1928 ، وتوفي بترايخ 8 أبريل 2012 ، وهو رجل أعمال أمريكي من أصل بولندي ، واشتهر باختراعه لعدد من الحواسيب المنزلية في فترة الثمانينات من القرن العشرين ، ومنها حاسوب كومودور 64 وكومودور بت.

## وصلات خارجية
- 1985 episode of The Computer Chronicles featuring an extended interview with Tramiel
- You Don't Know Jack at a Commodore history site
- Biography about Jack Tramiel at History Corner (بالألمانية فقط)